# نفوذ در جامدات
نفوذ (به انگلیسی: Diffusion) به معنی جابجایی جرم در اثر انتقال اتم هاست یا به قولی دیگر عبارت است از پدیده جابجایی ماده در انتقال اتمی.
به‌طور کلی دو نوع نفوذ وجود دارد. نفوذ در سیالات (مایعات و گازها) که بر اساس حرکت تصادفی براونین اتفاق می‌افتد و نفوذ در جامدات که بر اساس اتفاقات دیگری اتفاق می‌افتد.
حرکت براونین حرکت تصادفی ذرات متعلق به یک سیال (یک گاز یا یک مایع) از برخورد سریع اتم‌ها و مولکول هایشان در سیال گفته شده حاصل می‌شود.
نفوذ در جامدات بر اساس حرکات اتم‌های عناصر در یکدیگر اتفاق می‌افتد. در ابعاد اتمی، نفوذ تشبیهی به مهاجرت و جابجایی اتمها از مکانی در شبکه بلور به مکانی دیگر است. این حرکت دائماً در حال انجام است.
مانند برخی از مسائل فیزیکی مانند تبخیر سطحی یا جنبش مولکولی، کسری از اتم‌ها قادر به نفوذ می‌باشند که البته با افزایش دما که منجر به افزایش انرژی جنبشی می‌شود و افزایش فشار این کسر بزرگتر می‌شود.
به عنوان مثال اگر دو قطعه مسی و نیکلی (نیکل و مس کاملاً در یکدیگر قابلیت انحلال دارند و حدی برای قابلیت انحلال قائل نیستیم) کاملاً در تماس با یکدیگر قرار گیرند، در لحظهٔ اول تا قبل از فصل مشترک غلطت غلظت مس ۱۰۰٪ و غلظت نیکل ۰٪ است. اگر زمان به اندازه کافی به این دو قطعه بدهیم و مدت کافی حرارت داده و سپس خنک کنبم، بعد از مدت خاصی در فصل مشترک، نفوذ اتفاق می‌افتد. غلظت ناگهانی تغییر نمی‌کند و مقداری از نیکل در قطعه مس نفوذ کرده‌است و بالعکس. در دو انتهای میله مس و نیکل خالص و در منطقه وسط آلیاژی از هر دو می‌باشد.

## مکانیزم‌های نفوذ

### مکانیزم جای خالی(Vacancy)
در این مکانیزم یک اتم قصد دارد از فاصلهٔ تعادلی خود خارج شده و در جای دیگری بنشیند؛ بنابراین باید از یک سد انرژی عبور کند. زیرا در حین جابجایی اتم اندازهٔ آن اتم از دیگر اتم‌ها تغییر می‌کند و دیگر آن اندازهٔ تعادلی سابق نیست. نیروهایی از طرف دیگر اتم‌ها به آن وارد می‌شود. نرخ این جانشینی‌ها به تعداد جای خالی‌ها و انرژی مورد نیاز برای جابجایی وابسته است که تعداد این جای خالی‌ها به دما بستگی دارد. هرچه دما بالاتر برود، چگالی‌های این جای خالی‌ها بیشتر می‌شود.
یک اتم جانشین در بلور معمولاً پیرامون موقعیتی خاص نوسان می‌کند و توسط اتم‌های همسایه که در موقعیت‌های همانندی قرار گرفته‌اند، دربر گرفته شده‌است. میانگین انرژی ارتعاشی هر اتم نزدیک به 3kT است که متناسب با دمای مطلق افزایش می‌یابد. از آنجا که فرکانس متوسط ارتعاش تقریباً مقداری ثابت است، انرژی ارتعاشی با افزایش دامنه، افزایش می‌یابد. حرمت یک ام جانشین را معمولاً اتم‌های همسایه آن محدود می‌کند و اتم نمی‌تواند به موقعیت‌های دیگری حرکت کند. به هر حال اگر یکی از موقعیت‌های اتمی مجاور خالی باشد، امکان پرش بر اثر یک نوسان بسیار شدید به محل خالی وجود دارد.
برای فعال کردن این نوع مکانیزم دو نوع عنصر باید ویژگی‌هایی داشته باشند. مانند: باید سایز هایشان با هم قابل مقایسه باشد.

مکانیزم جای خالی

یکی از مدل‌های این مکانیزم، «نفوذ خودی» یا «نفوذ در خود»(Self-Diffusion) است. به این معنی که اتم‌های خود ماده در همان ماده جابجا می‌شوند. با افزایش و کاهش دما، این اتم‌ها قابلیت جابجایی دارند. عامل انجام این اتم‌ها در اینگونه حرکات، جای خالی‌ها (Vacancy) هستند.
از منظر ماکروسکوپی، قابلیت تشخیص نفوذ با تغییر غلظت وجود دارد.

### مکانیزم بین نشینی(Interstitial)
این نوع مکانیزم بیشتر در حالتی رخ می‌دهد که یکی از عناصر اتم‌های کوچکتری نسبت به دیگر عنصر داشته باشد؛ بنابراین لازم نیست که اتمی که می‌خواهد نفوذ کند، تک تک جای خالی‌ها را بپیماید تا به نقطه‌ای دیگر در بلور برسد، بلکه با حرکت از بین اتم‌های بزرگتر در بلور جابجا می‌شود.

مکانیزم بین نشینی

بنابراین سرعت نفوذ در این مکانیزم بیشتر است چون برای مثال برای پیمودن فاصله‌ای معین، در مکانیزم جای خالی باید تک تک جای خالی‌ها پیموده شود و به ازای هر جای خالی، باید اتم نفوذکننده از سدهای انرژی بگذرد ولی در مکانیزم بین نشینی، با حرکت اتم نفوذ ننده از بین اتم‌های دیگر، این فرایند سریع تر اتفاق می‌افتد.
موقعیت‌های بین نشینی در شبکه FCC وسط لبه‌ها یا اضلاع مکعب یا در وسط واحد شبکه واقع شده‌است. این محل‌ها به موقعیت‌های ۸ وجهی شناخته می‌شوند. زیرا در پیرامون هر محل یا موقعیت، شش اتم وجود دارد که یک ۸ وجهی را به وجود می‌آورد. در شبکه BCC اتم‌های بین نشینی در فضاهای ۸ وجهی قرار می‌گیرند که محل آن‌ها در وسط لبه‌ها یا وسط وجوه مکعب است.
مثال برای این نوع مکانیزم، نفوذ کربن در آهن است.

### مکانیزم میان نهاده‌ای (Interstitialcy and Crowdion Mechanisms)
دانستیم که اتم‌هایی که در ماده‌ای دیگر حل می‌شوند، بسیار کوچک‌تر از اتم‌های میزبان هستند. اما اگر اتمی نسبتاً بزرگ رد موقعیتهای بین نشینی قرار گیرد چه اتفاقی می‌افتد؟
اگر این اتم بخواهد از یک موقعیت بین نشینی به یک موقعیت بین نشینی دیگر در همسایگی اش پرش کند، اعوجاج و تنش بسیار بزرگی ایجاد خواهد شد. پرشی که به ایجاد اعوجاج شدید منجر شود به ندرت اتفاق می‌افتد.

مکانیزم میان نهاده‌ای

مکانیزم میان نهاده‌ای زمانی فعال می‌شود که اتمی که در موقعیت بین نشینی قرار گرفته‌است، نزدیک‌ترین اتمی را که در شبکهٔ بلور قرار گرفته‌است را به سمت یک موقعیت بین نشینی هل دهد و خودش جای آن را بگیرد. اعوجاج ایجاد شده در این مکانیزم بسیار اندک است به همین دلیل نسبتاً به آسانی اتفاق می‌افتد.
مکانیزم کرودیون زمانی فعال می‌شود که اتمی در صفحات و جهات چگال (close-packed) قرار گرفته باشد. بدین سان اتم‌های زیادی از مکان تعادلی خود خارج می‌شوند. این آرایش شبیه یک نابجایی لبه است که می‌تواند در راستای یک خط پخش شود یا حرکت کند. اما فقط در یک جهت می‌تواند حرکت کند و انرژی آن نیز بسیار اندک است.

### دیگر مکانیزم‌ها
مهاجرت اتم‌ها می‌تواند در طول نابجایی‌ها، مرزهای دانه و سطوح خارجی نیز اتفاق افتد. خم چنین روش دیگری نیز به نام مسیرهای نفوذ گردشی کوتاه وجود دارد که سرعت رخ دادن آن‌ها از نفوذهای توده‌ای بسیار بیشتر است. اگر چه اکثر اوقات نفوذ گردشی کوتاه در جریان کلی نفوذ ناچیز هستند زیرا مقاطع عرضی این مسیرها بسی کوچک‌اند.

## کابرد

### سخت کاری سطحی(Case Hardening)

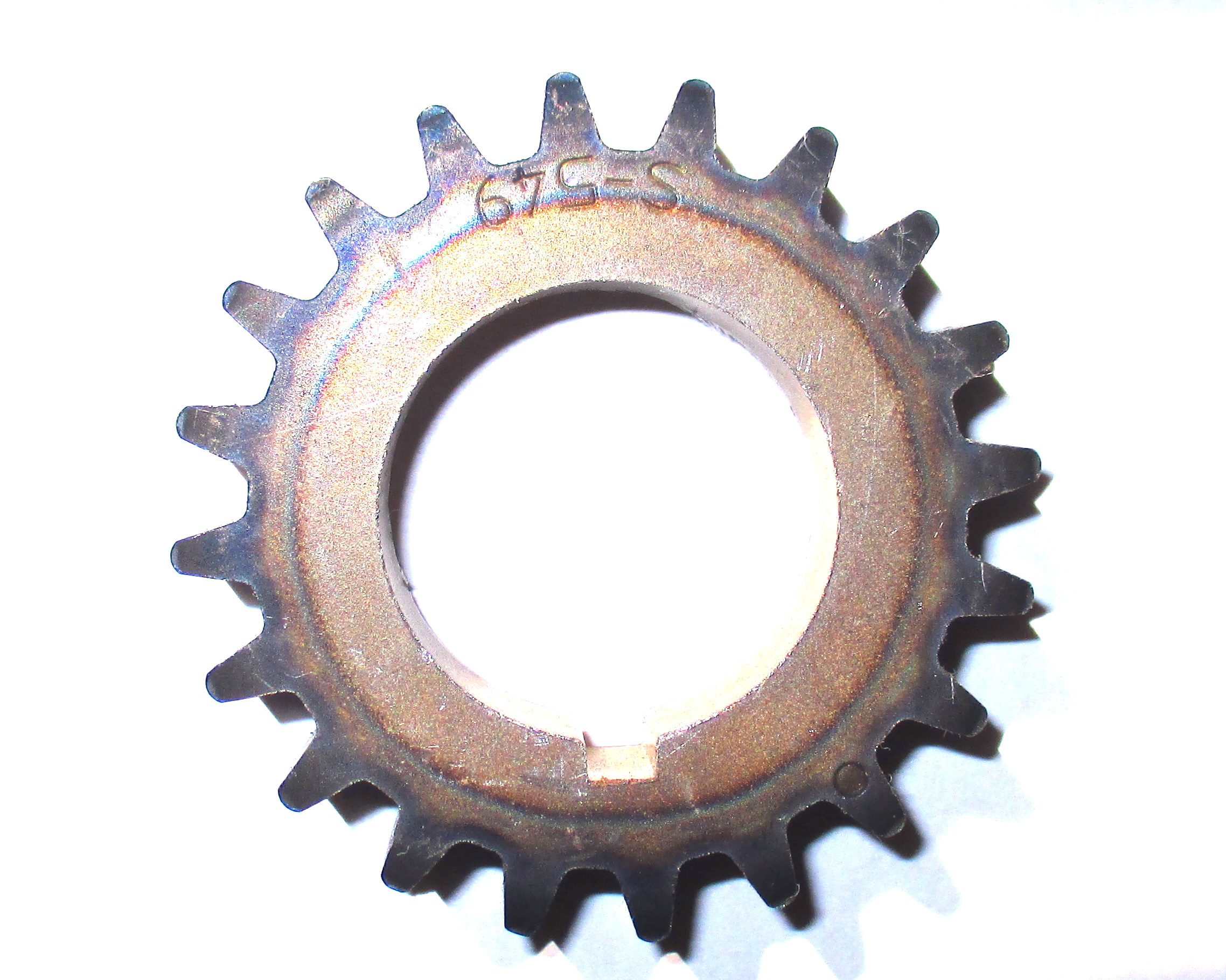
برشی مقطعی از داخل قطعهٔ سختی کاری سطحی شده

در فرایند سخت کاری سطحی، روی سطح قطعات مختلف فلزی (معمولاً استیل) با با نفوذ کربن سخت می‌کنند در حالی که مغز قطعه، همان مادهٔ اولیه است و سخت نشده است و نرم است. در شکل روبرو یک چرخ دنده را نشان می‌دهد که برش مقطعی خورده است و همان‌طور که مشاهده می‌شود، سطح خارجی و نزدیک آن سخت کاری شده‌است. هم چنین شفت‌های آهنی را از این طریق، سخت کاری می‌کنند. در زمان‌های قدیم نیز از این روش استفاده می‌شده است. بدین صورت که با قرار دادن شمشیر گداخته در زغال و حرارت دادن آنها، کربن را در شمشیر نفوذ می‌دادند. شعله‌ای که ایجاد می‌شده، شعلهٔ احیایی بوده‌است.

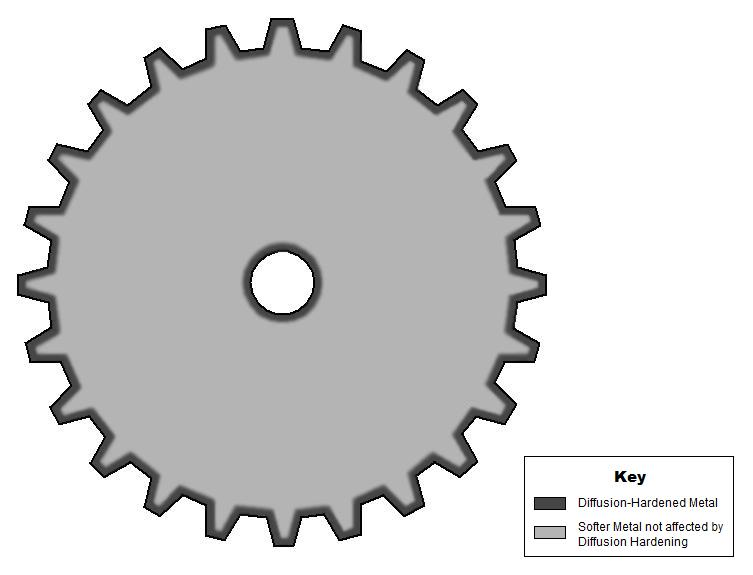
بخش‌های نزدیک سطح که تیره‌تر هستند، سختی کاری سحطی شده‌اند و سخت شده‌اند ولی مرکز آن نرم است و کربن به آن نفوذ نکرده است.

هرچه دما و زمان بیشتر باشد، کربن بیشتر نفوذ می‌کند و غلظت آن بالاتر می‌رود. کربن نفوذ داده شده باعث افزایش سختی می‌شود و قطعه ترد می‌شود و شکل پذیری آن پایین می‌آید. برای انجام این فرایند، یک محیط شیمیایی آماده می‌شود تا کربن تا درصد خاصی، در آهن نفوذ کند.

### چیپ‌های الکترونیکی
برای ساخت چیپ‌های الکترونیکی، ترانزیستورهای n و p را کنار یکدیگر قرار می‌دهند؛ و ترانزیستورهای n و p با نفوذ دادن یک اتمی که نسبت به اتم پایه، یک الکترون کمتر یا بیشتر دارد، تولید می‌شود.
برای مثال برای تولید ترانزیستور n، اتم فسفر را روی سطح سیلیکون می‌نشانند و با اعمال حرارت و دمای کافی، اتم فسفر به لایه‌های سیلیکون نفوذ می‌کند.
یکی از تکنولوژی‌هایی که از نفوذ در جامدات استفاده می‌کند، ساخت نیمه رساناها در IC هاست. هر چیپ یک مربع کوچک است که ابعادی در حد ۶*۶*۰٫۴ میلیمتر مکعب دارد. علاوه بر این میلیون‌ها قطعه الکترونیکی به هم پبوسته و مدار در یک سطح آی سی جاسازی شده‌اند. مادهٔ پایه برای ساخت نیمه رساناها سیلیکون تک کریستال است که البته برای فراهم کردن عملکرد مورد نظر غلطت‌های ناخالصی بسیار دقیقی تهیه و اعمال می‌شوند.

#### TSVs
ICهای جدید به جای اینکه یک طبقه ساخته شوند، چند طبقه و چند لایه ساخته می‌شوند و این لایه‌ها با پل‌هایی از جنس مس به هم متصل شده‌اند. وقتی این آی سی‌ها در حال استفاده هستند، وقتی دمای آن‌ها بالا می‌رود، مس در لایه‌های سیلیکونی نفوذ می‌کند و باعث می‌شود که ساختار هر لایه به هم بریزد و آن مدار از بین می‌رود. برای جلوگیری از این نفوذ ناخواسته، یک پوششی نازک روی مس می‌نشانند که نقش مانع و سد را دارد و ضریب نفوذ این سد فوق‌العاده پایین است و اجازه نمی‌دهد که مس به لایه‌های سیلیکونی نفوذ کند.

### جوشکاری نفوذی

فرایند جوشکاری نفوذی در ابعاد میکروسکوپی

مثلاً یک قطعه‌ای ساخته شده از مس و فولاد ضد زنگ که در دما و فشار بالا قرار می‌گیرد. سطح دو ماده کاملاً تمیز و آینه‌ای شده‌است و رو بروی هم قرار داده شده‌است و در هم نفوذ پیدا کرده‌اند و در واقع جوش خورده‌اند.
در شکل روبرو فرایند نفوذ در ابعاد میکروسکوپی نمایش داده شده‌است.

فرایند جوشکاری نفوذی در ابعاد میکروسکوپی

حرکت اتم‌ها با دینامیک مولکولی نیز قابل شبیه‌سازی است.
با فرایند نفوذ می‌توان مواد ناهمگن را به مواد همگن تبدیل کرد.
جهت فعال کردن مکانیزم‌های نفوذ باید دما بالاتر از حد معینی باشد تا بر موانع انرژی غلبه شود.

## قوانین فیک

### قانون اول فیک
نفوذ یک فرایند وابسته به زمان است که در ابعاد ماکروسکوپی، مقدار مادهٔ جابجا شده در دیگر ماده است. معمولاً لازم است که نرخ انجام شدن نفوذ را بدانیم. این نرخ غالباً به عنوان شار شناخته می‌شود که عبارت است از مقدار جرمی (یا مول) که نفوذ می‌کند بر واحد سطح در زمان. واحد شار مول بر سانتی‌متر مربع ثانیه یا کیلوگرم بر متر مربع ثانیه است.
{\displaystyle J={M \over \operatorname {A} t}={1 \over A}{dM \over dx}={mol \over \operatorname {c} m^{2}.s}={kg \over \operatorname {m} ^{2}.s}}
A سطح مقطع و t زمان است.
برای این منظور یک غشا می‌سازیم و در یک سمت یک غلظت و در سمت دیگر، غلظتی دیگر قرار می‌دهیم و در واحد سطح، جرمی که عبور کرده‌است را بر واحد زمان اندازه می‌گیریم و شیب آن همان شاری است که اتم‌ها عبور کرده‌اند و نفوذ کرده‌اند.
روابط ریاضی برای نفوذ یکنواخت(steady-status diffusion) در یک جهت نسبتاً ساده است. بدین معنی که مقدار غلظت در دو محیط تغییر نکند. قانون اول فیک بیان ریاضی این پدیده است که بیان می‌کند شار وابسته است به شیب غلظت. شیب غلطت، dC بر dx است.
{\displaystyle J=-D{dC \over dx}}
علامت منفی به این معنی است که نفوذ از سمت با غلظت بیشتر به سمت با غلظت کمتر است. اگر نرخ تغییرات غلظت خطی باشد.
{\displaystyle {dC \over dx}\simeq {\Delta C \over \Delta x}={C_{2}-C_{1} \over X_{2}-X_{1}}}
در این رابطه زمان نادیده گرفته شده‌است. این بدان معنی خواهد بود که اگر دو غلظت متفاوت در کنار یکدیگر اگر یک دقیقه یا یک سال باشند، شار یکسان خواهد بود که در اکثر موارد صحیح نیست.
D ضریب نفوذ است و واحد آن متر مربع بر ثانیه است. ضریب نفوذ برای مواد متخلف اندازه‌گیری شده‌است.

### قانون دوم فیک
اکثر فرایندهای عملی نفوذ، یکنواخت نیستند. یعنی شار نفوذ و شیب غلظت در نقاط مختلف با زمان و با تجمع یا تقلیل نتایج گونهٔ نفوذی تغییر می‌کند(Non-steady status هستند).
قانون دوم فیک برابر است با
{\displaystyle {\frac {\partial C}{\partial t}}=D{\frac {\partial ^{2}C}{\partial x^{2}}}}
طبق این قانون در لحظهٔ اول نمودار غلظت-مکان، مانند قانون اول یک خط است و با گذشت زمان این خط خمیده می‌شود و شیب آن و میزان تقعر آن تغییر می‌کند.
یکی از محلول‌های تقریباً مهم یک جامد نیمه نامتناهی است که غلظت سطح در آن ثابت نگه داشته شده‌است. به عنوان مثال یک میله داریم که تعدادی اتم قبلاً در آن نفوذ داده شده‌اند و به‌طور همگن نیز پخش شده‌اند. یعنی در لحظهٔ t=۰ غلظت اولیهٔ در تمام میله وجود دارد و غلظت خارجی رو ی سطح نیز می‌باشد.
با گذر زمان در نقطهٔ x=۰، غلظت برابر با خواهد بود ولی در دیگر نقاط تغییر خواهد کرد. برای بقیه نقاط می‌توان از روابط زیر استفاده کرد:
تابع (erf(z تابع خطا است.

## عوامل مؤثر بر نفوذ

### گونهٔ نفوذی
بزرگی ضریب نفوذ نشاندهنده نرخ نفوذ اتم هاست. عنصر نفوذی و عنصر میزبان، بر ضریب نفوذ اثر می‌گذارند. به عنوان مثال تفاوت زیادی میان ضریب نفوذ نفوذ خود در خود آهن و بین نشینی کربن در آهن وجود دارد. این تفاوت هم چنین اختلاف بین نرخ نفوذ با مکانیزم‌های بین نشینی و جای خالی را ایجاد می‌کند، همان‌طور که قبلاً توضیح داده شده بود. قابل ذکر است که نفوذ خود در خود از مکانیزم جای خالی و نفوذ کربن درآهن از مکانیزم بین نشینی استفاده می‌کند.

### دما
دما تأثیر بسیاری روی ضرایب و نرخ نفوذ دارد. به عنوان مثال نرخ نفوذ نفوذ خود در خود آهن در آهن آلفا با افزایش دما از ۵۰۰ درجه سانتی گراد به ۹۰۰ درجه سانتی گراد، تقریباً ۶ برابر می‌شود.
دما بر ضریب نفوذ تأثیر می‌گذارد:
{\displaystyle D=D_{0}\exp {-Q_{d} \over RT}}
{\displaystyle \ln D=\ln D_{0}-{Q_{d} \over R}{1 \over T}}
D ضریب نفوذ پایهٔ مستقل از دماست.
Qv انرژی فعالسازی نفوذ است.
Rثابت جهانی گازهاست.
Tدمای مطلق است.
از معادلهٔ دوم نتیجه می‌شود که ضریب نفوذ متغییری خطی از دماست.
ضریب نفوذ بین نشینی بیشتر از ضریب نفوذ جانشینی یا خود در خود است.